# Zaboršt, Kostanjevica na Krki
Zaboršt este o localitate din comuna Kostanjevica na Krki, Slovenia, cu o populație de 18 locuitori.